# Étrigny
Étrigny é uma comuna francesa na região administrativa de Borgonha-Franco-Condado, no departamento Saône-et-Loire. Estende-se por uma área de 19,56 km². Em 2010 a comuna tinha 484 habitantes (densidade: 24,7 hab./km²).